# Frank Swift
Pour les articles homonymes, voir Swift.
Frank Victor Swift (né le 26 décembre 1913 – mort le 6 février 1958) est un ancien joueur international de football anglais qui évolue au poste de gardien de but durant sa carrière.

## Biographie
Il joue dans des équipes locales d'abord autour de Blackpool puis pour Manchester City où il réalise la totalité de sa carrière professionnelle. 
Franck Swift devient titulaire de l'équipe de Manchester en 1933 et prend part à la victoire en Coupe d'Angleterre l'année suivante contre Portsmouth. Trois saisons plus tard, il remporte avec le club une médaille de champion d'Angleterre après avoir joué toutes les rencontres du championnat. La guerre empêche Swift de jouer plusieurs années même s'il est sélectionné pour représenter l'Angleterre ces années-là.
Après la fin de la guerre, Swift fait ses débuts internationaux et devient même capitaine de l'équipe d'Angleterre de football. Il compte 19 sélections pour son pays entre 1946 et 1949. Il se retire en 1949 et devient un correspondant pour le journal News of the World en ce qui concerne les colonnes football. Il meurt à l'âge de 44 ans dans le crash aérien de Munich de 1958 après avoir écrit un article sur le match de Coupe d'Europe entre Manchester United et l'Étoile rouge de Belgrade.